# Wela'pakote'li
Wela'pakote'li (Welapakoteli, Willapa, Whilapah), jedna od dviju skupina Kwalhioqua Indijanaca, porodica Athapaskan, koji su živjeli na rijeci Willapa u američkoj državi Washington. Plemena Willapa i Suwal, zvani kolektivno Clatskanie govorili su jezikom kwalhioqua, a gotovo su nestali od epidemija boginja ranih 1800.-tih godina. Nešto ih se možda očuvalo do 1930.-tih kada je jezik kwalhioqua potpuno iščezao. Na susjednoj obali Willapa baya, koji je po njima dobio ime živjeli su jezično njima nesrodni Shoalwater Bay Indijanci.